# Giralda de Badajoz

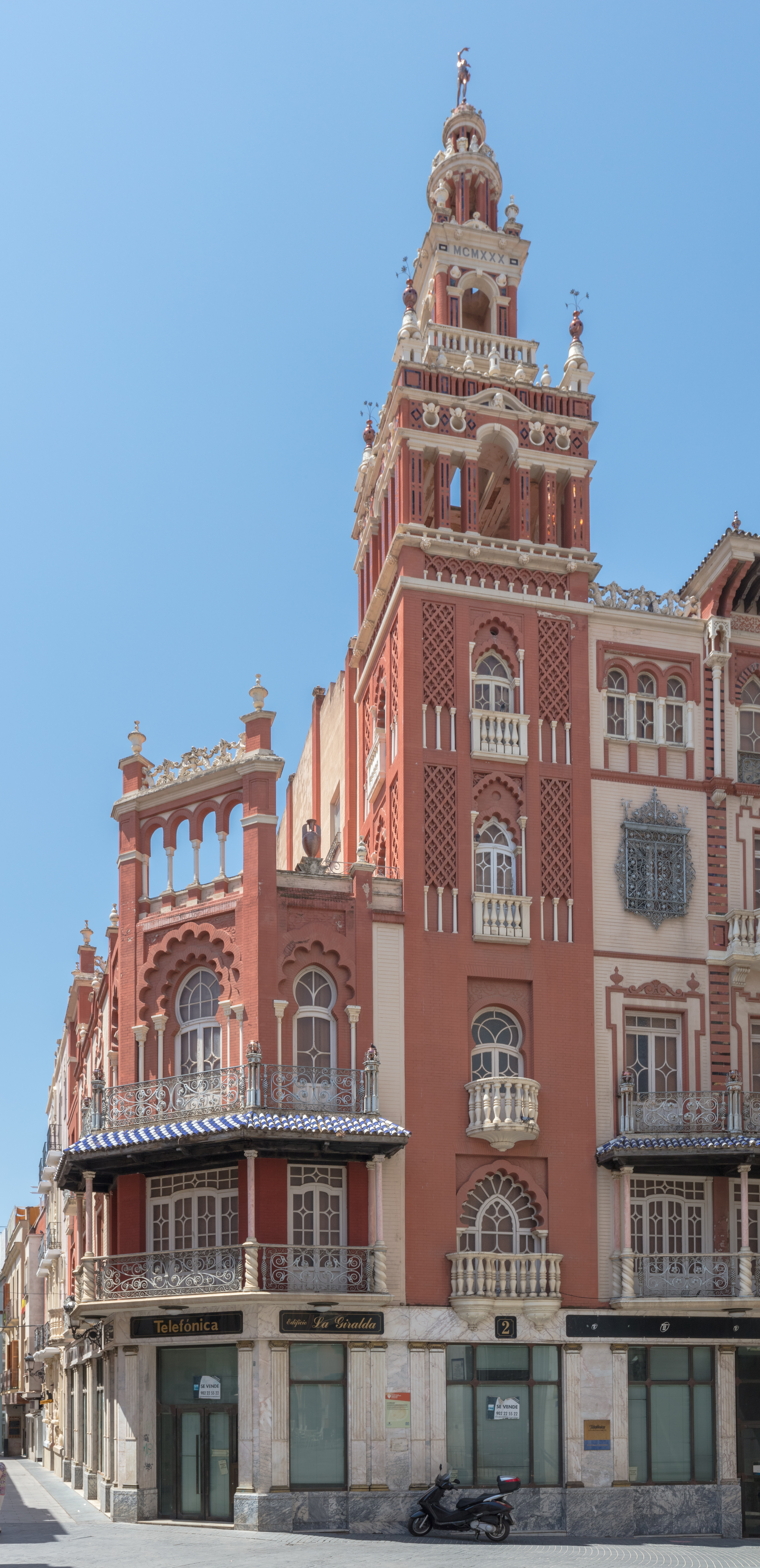
L'immeuble de La Giralda

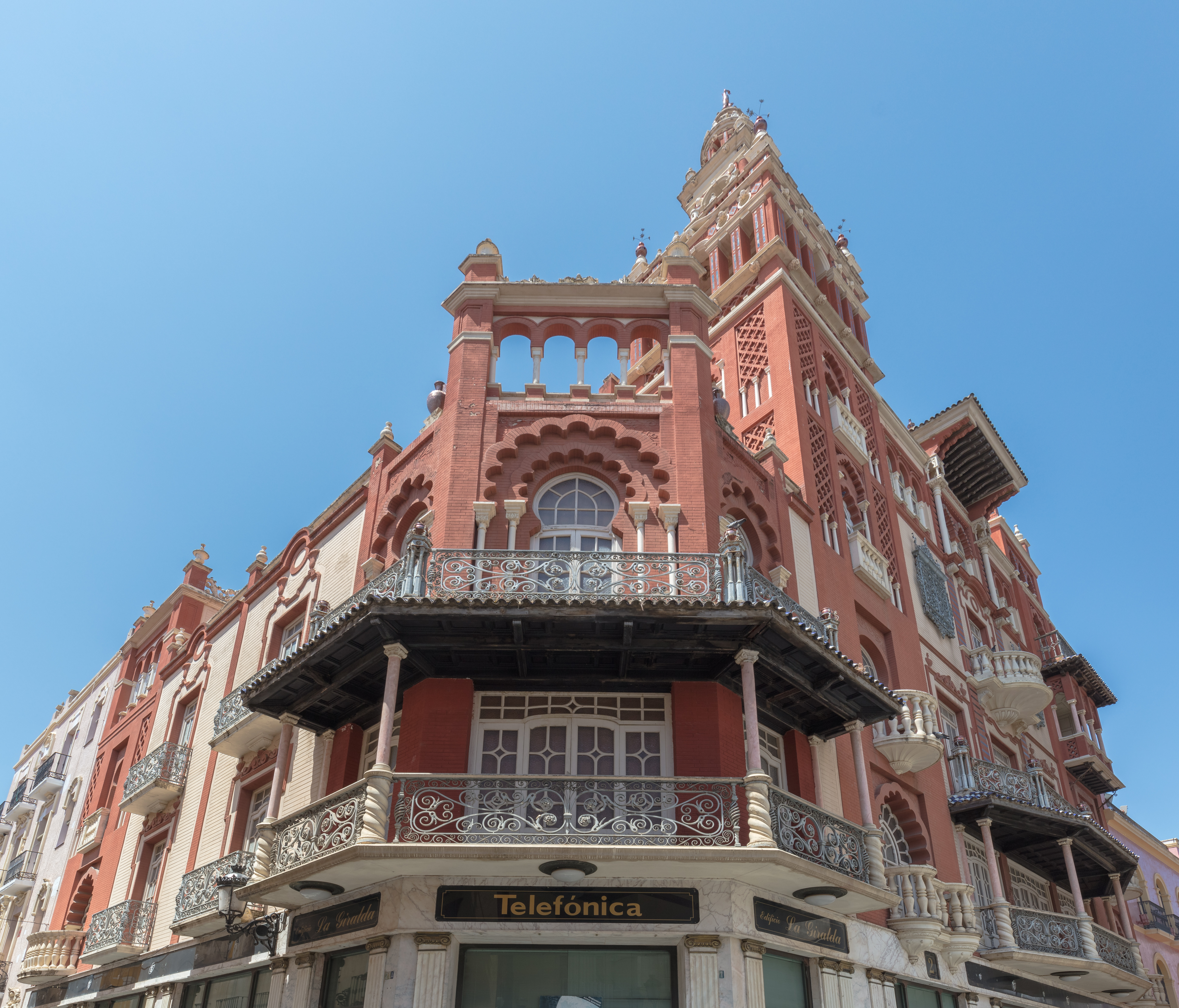

L’immeuble de La Giralda, (dit aussi « La Giraldilla ») est un édifice de style néo-mudéjar situé à Badajoz, en Espagne. Il se dresse aux abords de la Place de la Soledad, en plein cœur du centre historique (Casco Antiguo), à proximité de l'église Notre-Dame de la Soledad. Il doit son nom à sa façade, qui intègre une réplique de la célèbre Giralda de Séville.

## Description
La construction de cet étonnant immeuble, qui s'élève à l'emplacement d'un ancien ermitage du XVIIIe siècle (Ermitage de la Soledad) est due à Abel Pinna et à l'architecte Martín Corral. Elle s'inspire des réalisations de Aníbal González, promoteur de l'architecture régionaliste andalouse dans la première moitié du XXe siècle.
La tour se détache nettement de cet ensemble hétéroclite, et surprend par son architecture néo-arabe, mêlant carreaux de céramique, brique, azulejos et de curieux éléments décoratifs en forme de vases garnis de fleurs. Sa partie haute abrite une inscription donnant l'année d'achèvement du bâtiment en chiffres romains (MCMXXX, soit 1930), et est sommée par une statue du dieu Mercure, symbole du commerce. De fait, l'immeuble était à l'origine un grand magasin, baptisé tout naturellement « La Giralda » par son propriétaire d'alors, Don Manuel Cancho Moreno. Plus tard, l'affaire revint à ses fils, Francisco, José, Manuel et Julián, avant que le bâtiment ne soit finalement vendu à Telefónica.

### Sources
- (es) Cet article est partiellement ou en totalité issu de l’article de Wikipédia en espagnol intitulé « Giralda de Badajoz » (voir la liste des auteurs).